# Campionatul mondial de șah 2018
Campionatul mondial de șah din 2018 s-a desfășurat în perioada 9-28 noiembrie 2018, la Londra. Meciul a fost între actualul campion mondial Magnus Carlsen din Norvegia și marele maestru din Statele Unite Fabiano Caruano, câștigătorul Turneului Candidaților din 2018. La precedentul campionat mondial de șah organizat în 2016 în New York, Carlsen a câștigat în fața rusului Karjakin.

## Turneul Candidaților 2018
Turneul Candidaților 2018 a fost organizat în perioada 10-28 martie la Berlin, cu intenția de a determina cine va juca împotriva lui Carlsen la campionatul mondial de șah din 2018 de la Londra. Înainte de turneu, jucătorul francez Maxime  Lagrave, mare maestru, a scris un articol pe site-ul personal în care afirma că favoriții sunt Aronian și Caruana, iar participarea la tuneu implică o pregătire importantă. La turneul Candidaților au participat 8 jucători de șah, la rândul lor calificați pe baza unuia dintre motivele expuse în regulamentul federației internaționale de șah (FIDE): finalistul campionatului mondial de șah precedent (2016, Karjakin), câștigătorul și finalistul cupei mondiale de șah precedente (2017, Aronian și Ding), primul și al doilea care au obținut cel mai mare număr de puncte la marele premiu de șah și care nu s-au calificat prin intermediul cupei mondiale de șah (2018, Mamedyarov și Grischuk), cei doi jucători ce au avut cel mai mare rating în clasamentul FIDE și care nu s-au calificat prin intermediul unuia dintre motivele anterior menționate (1 ianuarie-1 decembrie 2017, Caruana și So) și un jucător nominalizat de organizator, dar care să aiba cel puțin un rating de 2725 în clasamentul FIDE (Kramnik). 
Mai jos este un tabel ce arată care sunt jucătorii calficați, dar și câteva date referitoare la aceștia.
| Jucător             | Vârsta (Martie 2018) | Scor FIDE (Martie 2018) | Poziție în clasamentul FIDE | Metoda prin care s-a calificat (din cele menționate mai sus)                                                                              |
| ------------------- | -------------------- | ----------------------- | --------------------------- | --- |
| Sergey Karjakin     | 28                   | 2763                    | 13                          | Finalistul campionatului mondial precedent (2016, New York)                                                                               |
| Levon Aronian       | 35                   | 2794                    | 5                           | Câștigătorul și finalistul cupei mondiale precedente (2017, Tbilisi)                                                                      |
| Ding Liren          | 25                   | 2769                    | 11                          | Câștigătorul și finalistul cupei mondiale precedente (2017, Tbilisi)                                                                      |
| Shakryar Mamedyarov | 32                   | 2809                    | 2                           | Primul respectiv al doilea jucător de șah cu cele mai multe puncte la marele premiu de șah desfășurat de-a lungul anului 2018             |
| Alexander Grischuk  | 34                   | 2767                    | 12                          | Primul respectiv al doilea jucător de șah cu cele mai multe puncte la marele premiu de șah desfășurat de-a lungul anului 2018             |
| Fabiano Caruana     | 25                   | 2784                    | 7                           | Cei doi jucători care au avut cel mai mare scor (rating) FIDE, dar care nu s-au calificat prin unul dintre motivele din regulamentul FIDE |
| Wesley So           | 24                   | 2799                    | 4                           | Cei doi jucători care au avut cel mai mare scor (rating) FIDE, dar care nu s-au calificat prin unul dintre motivele din regulamentul FIDE |
| Vladimir Kramnik    | 42                   | 2800                    | 3                           | Jucătorul nominalizat de organizatorii turneului                                                                                          |